# Bon mot
Le bon mot /bɔ̃ mɔ/ est une phrase précise dans un contexte donné, souvent en réplique à une proposition précédente. Il comporte souvent un élément critique. Il dispose parfois d'une aura publique sous la forme de petite phrase.

## Pluriel
Bons mots ou bon mots

## Synonymes
- Mot d'esprit
- Trait
- Répartie
- Mot juste